# Philippe Honoré
Philippe Paul-Louis Juste Honoré (Vichy, 25 novembre 1941 – Parigi, 7 gennaio 2015) è stato un fumettista e illustratore francese.

## Biografia
Nato a Vichy, Honoré crebbe a Pau. Artista autodidatta, i suoi primi lavori pubblicati sulla stampa francese risalgono al 1957 nel giornale a diffusione regionale Sud Ouest. Da allora ha realizzato illustrazioni per i giornali Charlie Hebdo, Sud Ouest, Libération, Le Monde, Les Inrockuptibles, La Vie ouvrière, Charlie Mensuel, Le Matin, ed Expressen.
È stato gravemente ferito il 7 gennaio 2015 durante l'attentato alla sede di Charlie Hebdo: è morto poco dopo per le ferite riportate.

## Opere
Collaborazioni sulla stampa
- Sud Ouest
- Charlie Hebdo
- Lire
- Le Magazine littéraire
- Libération
- Le Monde
- Globe
- L'Événement du jeudi
- Les Inrockuptibles
- La Vie ouvrière'
- Charlie Mensuel
- Le Matin
- La Grosse Bertha
- Expressen

Illustrazioni
- 1984: Josette Larchier-Boulanger, Les Hommes du nucléaire, per EDF / GRETS, éd. Sodel, Paris, 16 p.
- 1989: Jean-Jérome Bertolus, Philippe Eliakim, Éric Walther, Guide SVP de vos intérêts: Argent, consommation, famille, vie pratique, per SVP, éd. Jean-Pierre de Monza, Paris, 284 p. ISBN 2-908071-01-0.
- 1990: Laurie Laufer, Le Paquet volé: Une histoire de saute-ruisseau, éd. Turbulences, coll. « Histoires vraies », Paris, 119 p. ISBN 2-7082-2745-9.
- 1991: Jean-Pierre de Monza (dir.), Guide SVP de vos intérêts: 2000 réponses utiles à vos problèmes, famille, argent..., per SVP, éd. Jean-Pierre de Monza, Paris, 476 p. ISBN 2-908071-03-7.
- 1994: Brigitte de Gastines, Jean Pierre de Monza, Guide SVP des particuliers: 2000 réponses indispensables, vie pratique, placements, loisirs, démarches..., per SVP, éd. SVP, Paris, 480 p. ISBN 2-909661-03-2.
- 2002: Alexandre Vialatte, Bestiaire, testi scelti per Michaël Lainé, éd. Arléa, Paris, 116 p. ISBN 2-86959-555-7; rééd. 2007, coll. "Arléa-poche" (n. 111), 258 p. ISBN 978-2-86959-776-1.
- 2007: Antonio Fischetti, La Symphonie animale: Comment les bêtes utilisent le son, éd. Vuibert, Paris, et Arte, Issy-les-Moulineaux, 142 p. + DVD . ISBN 978-2-7117-7145-5.
- 2009: Le Petit Larousse illustré 2010, éd. Larousse, Paris . ISBN 978-2-03-584078-3.
- 2012: Will Cuppy, Comment attirer le wombat, éd. Wombat, p. 192. ISBN 2-91918-619-1.

Grafica
- 1985 : Honoré, éd. Un bon dessin vaut mieux qu'un long discours, Paris, p. 32.
- Raccolta di rebus pubblicati su Lire, éd. Arléa, Paris :
  - 2001 : Cent rébus littéraires : avec leur question-devinette et leurs solutions, 200 p. ISBN 2-86959-557-3.
  - 2003 : Vingt-cinq rébus littéraires en cartes postales, 4 × 25 cartes postales : Livret 1 . ISBN 2-86959-639-1, Livret 2 . ISBN 2-86959-640-5, Livret 3 . ISBN 2-86959-641-3, Livret 4 . ISBN 2-86959-642-1.
  - 2006 : Cent nouveaux rébus littéraires : avec leur question-devinette et leurs solutions, 205 p. ISBN 2-86959-753-3.
- 2011 : Je hais les petites phrases, éd. Les Échappés p. 112, . ISBN 2-35766-046-5.

Graphic novel
- 1995 : Ouvert le jour et la nuit, testi di Rufus, Glénat, coll. « Carton noir », Paris, p. 48, ISBN 2-7234-1826-X.